# گنت (حوزه سرشماری)، نیویورک
گنت (به انگلیسی: Ghent) یک منطقهٔ مسکونی در ایالات متحده آمریکا است که در شهرستان کلمبیا، نیویورک واقع شده‌است. گنت ۴٫۰۱ کیلومتر مربع مساحت و ۵۶۴ نفر جمعیت دارد و ۱۲۴ متر بالاتر از سطح دریا واقع شده‌است.